# 雷角 (勞里島)
60°46′S 44°37′W / 60.767°S 44.617°W
雷角（英語：Point Rae），是南極洲的海岬，位於勞里島南岸，是斯科舍灣入口處的東南面，屬於南奧克尼群島的一部分，在1903年由蘇格蘭探險隊繪入地圖，現時由南極條約體系管理。